# Стефан Дембицький
Стефан Дембицький (пол. Stefan Dembicki, фр. Stefan Dembicki; нар. 15 липня 1913, Дортмунд, Німеччина — пом. 23 вересня 1985) — французький футболіст польського походження, нападник. Також відомий, як Станіс Дембицький (фр. Stanis Dembicki). Рекордсмен французького футболу за кількістю забитих м'ячів в одному матчі.

## Спортивна кар'єра
Народився 15 липня 1913 року в німецькому місті Дортмунд. З 1936 по 1949 рік захищав кольори французького клубу «Расінг» (Ланс). У першому сезоні став переможцем другого дивізіону, особистий внесок — 24 голи в 30 матчах. В наступних двох — клуб закріпився в Лізі 1, а Стефан забивав у кожній другій грі турнірів.
Найкращим періодом в його футбольній кар'єрі була перша половина 40-х. У роки Другої світової війни проводився лише кубок, а також різноманітні регіональні турніри, які не визнаються офіційними. В сезоні 1942/43 «Расінг» став переможцем першості серед команд північної Франції, а Стефан Дембицький забив 43 м'ячі. У південній групі, на два голи більше забив гравець марсельського «Олімпіка» Емануель Азнар. 13 грудня 1942 року, у матчі кубка Франції, відзначився у воротах команди «Обі-Астурія» 16 разів, а остаточний рахунок зустрічі — 32:0 на користь «Ланса». Середній показник цього сезону — 1,86 гола за гру (69 забитих м'ячів у 37 матчах)
Наступний чемпіонат проводився за експериментальною схемою. Він був загальнонаціональним, але замість клубів, у ньому брали участь збірні команди територіальних регіонів. За перемогу боролися три команди: «Ланс-Артуа», «Лілль-Фландрія» і «Париж-Капітал». У підсумку, «Ланс-Артуа» завершив турнір на першому місці, випередивши найближчого суперника на один пункт. Суперечку за звання найвлучнішого гравця турніру вели голеадори цих колективів. Остаточний показник: у Стефана Дембицького — 41 гол, Рене Бієля («Лілль-Фландрія») — 38, Еміля Бонджорні («Париж-Капітал») — 37.
У першому повоєнному чемпіонаті Франції Дембицький увійшов до десятки найкращих бомбардирів — 18 голів (7-е місце). Продовжував забивати і в наступному сезоні, але врешті-решт, «Расінг» вилетів до другого дивізіону. У розіграші кубка Франції 1947/48, команда з Ланса вперше дійшла до фіналу. У вирішальному матчі Стефан Дембицький двічі зрівнював рахунок, але за чотири хвилини до завершення гри нападник «Лілля» Жан Баратт забив переможний м'яч (2:3). Наступний сезон став останнім в його кар'єрі. «Ланс», вдруге в своїй історії, став переможцем Ліги 2 і отримав путівку до еліти французького футболу. Особистий внесок 36-річного форварда — 10 м'ячів у 29 поєдинках. Всього, за тринадцять сезонів, провів 251 офіційний матч, забив 190 голів (у середньому — 0,76 гола за матч). З врахуванням двох чемпіонатів воєнної пори — 310 матчів, 274 голи (в середньому — 0,88).

## Досягнення
- Фіналіст кубка Франції (1): 1948
- Переможець другого дивізіону (2): 1937, 1949

## Статистика
| Сезон             | Команда           | Чемпіонат | Чемпіонат | Чемпіонат | Кубок | Кубок |
| Сезон             | Команда           | Ліга      | Ігри      | Голи      | Ігри  | Голи  |
| ----------------- | ----------------- | --------- | --------- | --------- | ----- | ----- |
| 1936/37           | «Расінг» (Ланс)   | Д-2       | 30        | 24        | 4     | 7     |
| 1937/38           | «Расінг» (Ланс)   | Д-1       | 27        | 12        | 1     | 0     |
| 1938/39           | «Расінг» (Ланс)   | Д-1       | 29        | 16        | 3     | 2     |
| 1939/40           | «Расінг» (Ланс)   | —         | —         | —         | 4     | 2     |
| 1940/41           | «Расінг» (Ланс)   | —         | —         | —         | 1     | 0     |
| 1941/42           | «Расінг» (Ланс)   | —         | —         | —         | 8     | 19    |
| 1942/43           | «Расінг» (Ланс)   | РТ        | 30        | 43        | 7     | 26    |
| 1943/44           | «Ланс-Артуа»      | РТ        | 29        | 41        | 6     | 7     |
| 1944/45           | «Расінг» (Ланс)   | —         | —         | —         | 4     | 10    |
| 1945/46           | «Расінг» (Ланс)   | Д-1       | 32        | 18        | 2     | 2     |
| 1946/47           | «Расінг» (Ланс)   | Д-1       | 23        | 15        | 2     | 1     |
| 1947/48           | «Расінг» (Ланс)   | Д-2       | 32        | 13        | 6     | 6     |
| 1948/49           | «Расінг» (Ланс)   | Д-2       | 29        | 10        | 1     | 0     |
| Усього за кар'єру | Усього за кар'єру | Д-1       | 111       | 61        | 49    | 82    |
| Усього за кар'єру | Усього за кар'єру | Д-2       | 91        | 47        | 49    | 82    |